# Acanthodaphne
Acanthodaphne is een geslacht van weekdieren uit de klasse van de Gastropoda (slakken).

## Soorten
- Acanthodaphne basicincta Morassi & Bonfitto, 2010
- Acanthodaphne boucheti Morassi & Bonfitto, 2010
- Acanthodaphne pungens Morassi & Bonfitto, 2010
- Acanthodaphne sabellii Bonfitto & Morassi, 2006